# Rincón del Moro
Rincón del Moro es una pedanía española perteneciente al municipio de Hellín, enclavada en un valle al sur de la provincia de Albacete, casi en el límite con la Región de Murcia.  
Se encuentra rodeada por la sierra de las Cabras (pitón volcánico único en Europa), la Sierra de los Donceles, Cabeza Llana, Las Lomas y Cerro de Pedro Pastor. Es un paisaje con bastante cantidad de agua: el río Mundo, el embalse de Camarillas, el arroyo (o rambla de Tobarra), la balsa del Azaraque (lago de aguas termales); así como azudes de agua que se vienen explotando desde la época romana.
Cuenta con un microclima propio y posee tierras de regadío: frutales, arrozales, almendros y sobre todo mucho olivo, ya que está enclavada en fértil valle.

## Historia
Existen yacimientos y ruinas que dan fe de asentamientos de todo tipo desde el Paleolítico hasta nuestros días. Tuvo Ayuntamiento hasta el año 1842.

## Rutas
Rincón del Moro está situado en la ruta más corta hacia el lugar santo de la Santísima y Vera Cruz de Caravaca.
- Datos: Q24935271